# Wilhelm Schleiermacher
Wilhelm Schleiermacher (* 4. Mai 1904 in Karlsruhe; † 25. Februar 1977 in Heidelberg) war ein deutscher Altphilologe, Provinzialrömischer Archäologe und langjähriger Zweiter Direktor der Römisch-Germanischen Kommission in Frankfurt am Main.

## Leben und Werk
Wilhelm Schleiermacher wurde als Sohn von Elise Turban (1860–1933) und August Schleiermacher (1857–1953) geboren, der als Professor an der Technischen Hochschule Karlsruhe Elektrizitätslehre und Theoretische Physik lehrte. Nach dem Besuch des humanistischen Bismarck-Gymnasiums in Karlsruhe studierte Wilhelm Schleiermacher Klassische Philologie und Altertumskunde an den Universitäten Berlin, München und Freiburg. In Freiburg wurde der Althistoriker und Limesforscher Ernst Fabricius (1857–1942) sein Lehrer und Schleiermacher wurde dort am 25. Februar 1927 mit einer philologischen Dissertation über die Komposition zweier hippokratischer Schriften promoviert.
Im Herbst 1927 bestand Schleiermacher die Staatsprüfung für das Höhere Lehramt und bekam 1929 das Zeugnis der Anstellungsfähigkeit als Lehramtsassessor überreicht. Anschließend nahm er Urlaub und ging mit dem Reisestipendium des Deutschen Archäologischen Instituts auf Studienreisen nach Italien und Frankreich. Nach kurzer Tätigkeit im Schuldienst wandte er sich der Provinzialrömischen Archäologie zu und wurde im Mai 1931 von Fabricius als Wissenschaftlicher Assistent zur Reichs-Limeskommission geholt. Dort verfasste er Beiträge zu den letzten noch ausstehenden Bänden des Limeswerks. Zwar hatten die Nationalsozialisten die Direktorenstelle des Saalburgmuseums gestrichen, doch bestellten sie im Juli 1935 Schleiermacher als dessen kommissarischen Leiter. In dieser Funktion war er 1936 und 1937 auch an den Ausgrabungen am Kastell Zugmantel beteiligt. Bereits 1938 wurde Schleiermacher wieder abberufen und zum Zweiten Direktor der Römisch-Germanischen Kommission des Deutschen Archäologischen Instituts ernannt. Diese Stellung hatte er – mit Unterbrechung – vom 1. März 1938 bis zu seiner Pensionierung am 31. Mai 1966 inne.
Zu Beginn des Zweiten Weltkriegs wurde er 1939 zur Wehrmacht eingezogen. Ab Anfang 1941 war Schleiermacher Mitglied des unter der Leitung von Eduard Neuffer (1900–1954) stehenden Referats Vorgeschichte und Archäologie beim militärischen Kunstschutz im besetzten Frankreich mit Sitz in Paris. Der Kunstschutz war dem Oberkommando des Heeres-Generalquartiermeister zugeteilt. Im Rahmen der Erstellung einer Kunstschutz-Kartei war er im Sommer 1941 im prähistorischen Museum von Carnac tätig, schied aber bereits zum 31. Dezember 1941 wieder aus dem Kunstschutz aus. Ab Anfang 1942 war er durchgehend in Frankfurt, im Herbst 1943 wurde er jedoch erneut einberufen und im September 1943 leicht verwundet. Auch während des Krieges gelang es ihm, zeitweise in der Römisch-Germanischen Kommission zu arbeiten. Er widmete sich dabei der Bibliothek und den von der Kommission herausgegebenen Schriften. Schleiermacher wurde als Mitglied der NSDAP nach Kriegsende in einem französischen Lager interniert und zunächst nach dem Gesetz Nr. 104 zur Befreiung von Nationalsozialismus und Militarismus vom 5. März 1946 als Zweiter Direktor der Römisch-Germanischen Kommission entlassen.
Nach Beendigung seiner Haft verbrachte er die folgende Zeit zumeist bei Verwandten in Jechtingen am Kaiserstuhl und half dort in der Landwirtschaft. Gleichzeitig arbeitete er aber auch an wissenschaftlichen Studien, vor allem an dem bereits während des Krieges begonnenen Aufsatz „Der obergermanische Limes und spätrömische Wehranlagen am Rhein“.
Am 15. November 1951 konnte er seine Tätigkeit als Zweiter Direktor wieder aufnehmen. Aufbauend auf den Forschungen der Reichs-Limeskommission gelang es Schleiermacher, den damaligen Wissensstand zusammenzufassen und die Grundlagen für einen Neuanfang zu legen. 1953 erhielt er an der Universität Frankfurt einen Lehrauftrag für das Fach Archäologie der römischen Provinzen. In den Folgejahren wurde ein Versuch gestartet, für Schleiermacher eine Professur für provinzialrömische Archäologie an der Universität Frankfurt einzurichten. Dies verzögerte sich jedoch über mehrere Jahre, sodass Schleiermacher an der Römisch-Germanischen Kommission blieb. Nach Einrichtung der Professur wurde schließlich Konrad Kraft deren erster Inhaber.
Im Jahr 1959 gründete Wilhelm Schleiermacher mit Harald von Petrikovits (1911–2010) die von der Römisch-Germanischen Kommission herausgegebene Reihe Limesforschungen. Studien zur Organisation der römischen Reichsgrenze an Rhein und Donau. Nach langem, schwerem Leiden verstarb Schleiermacher 1977 in der Heidelberger Universitätsklinik und wurde in seiner Heimatstadt Karlsruhe beerdigt. Die von der Freiburger Universität ausgestellte Urkunde zu seinem goldenen Doktorjubiläum erreichte ihn nicht mehr.
Schleiermachers Stärke lag in antiquarisch-altertumskundlichen Studien. Seine Interessen galten der römischen Altertumskunde im weitesten Sinn. Er gab entscheidende Impulse für die Limesforschung nach 1945.

## Schriften (Auswahl)
Siehe das vollständige Schriftenverzeichnis Diemut Beck: Bibliographie Wilhelm Schleiermacher. In: Bericht der Römisch-Germanischen Kommission 58, 1977, S. III–XII.
- Cambodunum – Kempten. Eine Römerstadt im Allgäu. Habelt, Bonn 1972.
- Zum Beharrungsvermögen des keltischen Heidentums gegenüber der christlichen Religion. In: Rome et le christianisme dans la région rhénane. Colloque du Centre de recherches d’histoire des religions de l’Université de Strasbourg, 9–21 mai 1960. Paris 1963, S. 127–137.
- Les surnoms des divinités celtiques et germaniques en Rhénanie. In: Actes du second colloque international d’études gauloises, celtiques et protoceltiques, Mediolanum Biturigum MCMLXI, Chateaumeillant (Cher) 28–31 juillet 1961. Ogam, Tradition celtique, Rennes 1962, S. 269–272.
- Der römische Limes in Deutschland. Ein archäologischer Wegweiser für Autoreisen und Wanderungen. Mann, Berlin 1959, 2. Auflage 1961, 3. Auflage 1967.
- Augusta Vindelicum, die Hauptstadt der römischen Provinz Raetien. In: Hermann Rinn (Hrsg.): Augusta 955–1955. Forschungen und Studien zur Kultur- und Wirtschaftsgeschichte Augsburgs. Rinn, München 1955, S. 11–17.
- Der obergermanische Limes und spätrömische Wehranlagen am Rhein. In: Bericht der Römisch-Germanischen Kommission 33, 1943–1950 (1951), S. 133–184.
- Befestigte Schiffsländen Valentinians. In: Germania 26, 1942, S. 132–134.
- mit Werner Jorns: Neue Beobachtungen am Limes. In: Germania 23, 1939, S. 36–39.
- Studien an Göttertypen der römischen Rheinprovinzen. In: Bericht der Römisch-Germanischen Kommission 23, 1933, S. 109–143.
- Die Komposition der hippokratischen Schrift peri agmon, peri arthron emboles. In: Philologus 84, Heft 3 u. 4 (1929), S. 273–300 und S. 399–429 (= Dissertation Freiburg im Breisgau 1927).